# Jeremy London
Jeremy Michael London (San Diego, 7 novembre 1972) è un attore statunitense.

## Biografia
Jeremy è nato a San Diego, in California, figlio di Debbie, una cameriera e Frank London, un carpentiere. Dopo il divorzio dei genitori, la famiglia si trasferì 13 volte in sei mesi. Il fratello gemello, Jason, anch'egli un attore, è più grande di 27 minuti. I gemelli avevano anche una sorella, Diedre, morta all'età di 16 anni in un incidente d'auto nel 1992. Jeremy ha lavorato più in televisione mentre Jason opta maggiormente per ruoli nei film, più che nelle serie TV. I due hanno recitato insieme nella serie TV Settimo cielo e nel film del 1991 L'uomo della luna.
Il primo ruolo di Jeremy fu quello di Nathan nella serie drammatica I'll Fly Away, dal 1991 al 1993.
Nel 1995, entrò a far parte del cast della serie trasmessa da Fox Cinque in famiglia, recitando la parte di Griffin per tre stagioni. Recitò poi in Settimo cielo dal 2002 al 2004.
Ha anche avuto una parte nel film di Kevin Smith Generazione X.

### Vita privata
È stato sposato con Melissa Cunningham. La coppia ha avuto un figlio, Lyrik London.

## Filmografia

### Cinema
- Babysitter... un thriller (The Babysitter), regia di Guy Ferland (1995)
- Generazione X (Mallrats), regia di Kevin Smith (1995)
- Con gli occhi dell'amore (Breaking Free), regia di David Mackay (1995)
- La leggenda del lupo bianco (White Wolves II: Legend of the Wild), regia di Terence H. Winkless (1995)
- Levitation, regia di Scott D. Goldstein (1997)
- Get a Job, regia di Gregg Cannizzaro (1998)
- Gods and Generals, regia di Ronald F. Maxwell (2003)
- Descendant, regia di Kermit Christman e Del Tenney (2003)
- Kiss Me Again, regia di William Tyler Smith (2006)
- The Grift, regia di Ralph E. Portillo (2008)
- Next of Kin, regia di Martha M. Elcan (2008)
- Segreti fatali (Balancing the Books), regia di Meir Sharony (2009)
- Chasing the Green, regia di Russ Emanuel (2009)
- The Terminators, regia di Xavier S. Puslowski (2009)
- Lost Dream, regia di Asif Ahmed (2009)
- The Divided, regia di Bennett Stein (2009)
- Sotto assedio (House Under Siege), regia di Mark Hazen Kelly (2010)
- Trance, regia di Hans Rodionoff (2010)
- Alien Opponent, regia di Colin Theys (2010)
- The Devil's Dozen, regia di Jeremy London (2013)
- Cross 3 - Pericolo a Los Angeles (Cross 3), regia di Patrick Durham (2019)

### Televisione
- Vendetta alla luce del giorno (In Broad Daylight), regia di James Steven Sadwith – film TV (1991)
- Giudizio al buio (A Seduction in Travis County), regia di George Kaczender – film TV (1991)
- Io volerò via (I'll Fly Away) – serie TV, 38 episodi (1991-1993)
- A Season of Hope, regia di Marcus Cole – film TV (1995)
- A Mother's Gift, regia di Jerry London – film TV (1995)
- Cinque in famiglia (Party of Five) – serie TV, 89 episodi (1995-2000)
- Perversions of Science – serie TV, episodio 1x02 (1997)
- Una donna senza scrupoli (Bad to the Bone), regia di Bill L. Norton – film TV (1997)
- The Defenders: Taking the First, regia di Andy Wolk – film TV (1998)
- Viaggio al centro della Terra (Journey to the Center of the Earth) – miniserie TV (1999)
- Oltre i limiti (The Outer Limits) – serie TV, episodio 7x12 (2001)
- Romantic Comedy 101, regia di Peter DeLuise – film TV (2002)
- Settimo cielo (7th Heaven) – serie TV, 37 episodi (2002-2004)
- Crossing Jordan – serie TV, episodio 4x02 (2004)
- Basilisk: The Serpent King, regia di Stephen Furst (2006)
- What I Did for Love, regia di Mark Griffiths – film TV (2006)
- Tell Me You Love Me - Il sesso. La vita (Tell Me You Love Me) – serie TV, 4 episodi (2007)
- Ba'al, regia di Paul Ziller – film TV (2008)
- Strokes, regia di Kevin Arbouet e L.J. Strong  – film TV (2008)
- La mia vera identità (Do You Know Me?), regia di Penelope Buitenhuis – film TV (2009)
- Wolvesbayne, regia di Griff Furst – film TV (2009)
- MacGyver – serie TV, episodio 1x10 (2016)